# Picea morrisonicola
Picea morrisonicola é uma espécie de conífera da família Pinaceae.
Apenas pode ser encontrada na Taiwan.
Está ameaçada por perda de habitat.